# Лука (Литинский район)
Лука (укр. Лука, пол. Łuka-Nowokonstantynowska) — село на Украине, находится в Литинском районе Винницкой области.
Код КОАТУУ — 0522486803. Население по переписи 2001 года составляет 216 человек. Почтовый индекс — 22311. Телефонный код — 4347.
Занимает площадь 0,098 км².
В селе действует храм Святителя Николая Чудотворца Литинского благочиния Винницкой епархии Украинской православной церкви.

## Адрес местного совета
22311, Винницкая область, Литинский р-н, с. Тесы, ул. Первомайская, 5